# Юске Банк Боксен
«Юске Банк Боксен» (дан. Jyske Bank Boxen) — багатофункціональна арена в Гернінгу (Данія), є власністю виставкового центру міста Гернінг.

## Інформація
«Юске Банк Боксен» є частиною виставкового центру Гернінга Vision 2025. Будівля була збудована у 2010 році. Вартість будівництва склала 329 мільйонів крон. Місткість варіюється від 12 000 до 15 000 місць залежно від заходу. Тут проводяться змагання з баскетболу, волейболу, гандболу та гімнастики, а також концерти та боксерські поєдинки. Можливе проведення хокейних матчів.
1 жовтня 2010 данський фінансовий інститут «Юске Банк» став титульним спонсором арени.
Спортивна арена була відкрита 20 жовтня 2010 концертом Леді Гаги.
Арена розглядалася як місце проведення конкурсу пісні «Євробачення-2014», перш ніж контракт був зрештою виграний Залами B&amp;W у Копенгагені.

## Найбільші спортивні заходи
- Чемпіонат Європи з гандболу серед жінок — з 7 по 19 грудня 2010 року
- Чемпіонат Європи з гандболу серед чоловіків — з 12 по 26 січня 2014 року
- Чемпіонат світу з гандболу серед жінок — з 5 по 20 грудня 2015 року
- Чемпіонат світу з хокею з шайбою — з 4 по 20 травня 2018 року
- Чемпіонат світу з гандболу серед чоловіків (включаючи фінал) — січень 2019 року
- Чемпіонат Європи з гандболу серед жінок (включаючи фінал) — грудень 2020 року
- Чемпіонат світу з гандболу серед жінок (включаючи фінал) — листопад-грудень 2023 року
- Чемпіонат світу з хокею з шайбою — з 9 по 25 травня 2025 року